# Bethlehemkerk (Den Haag)

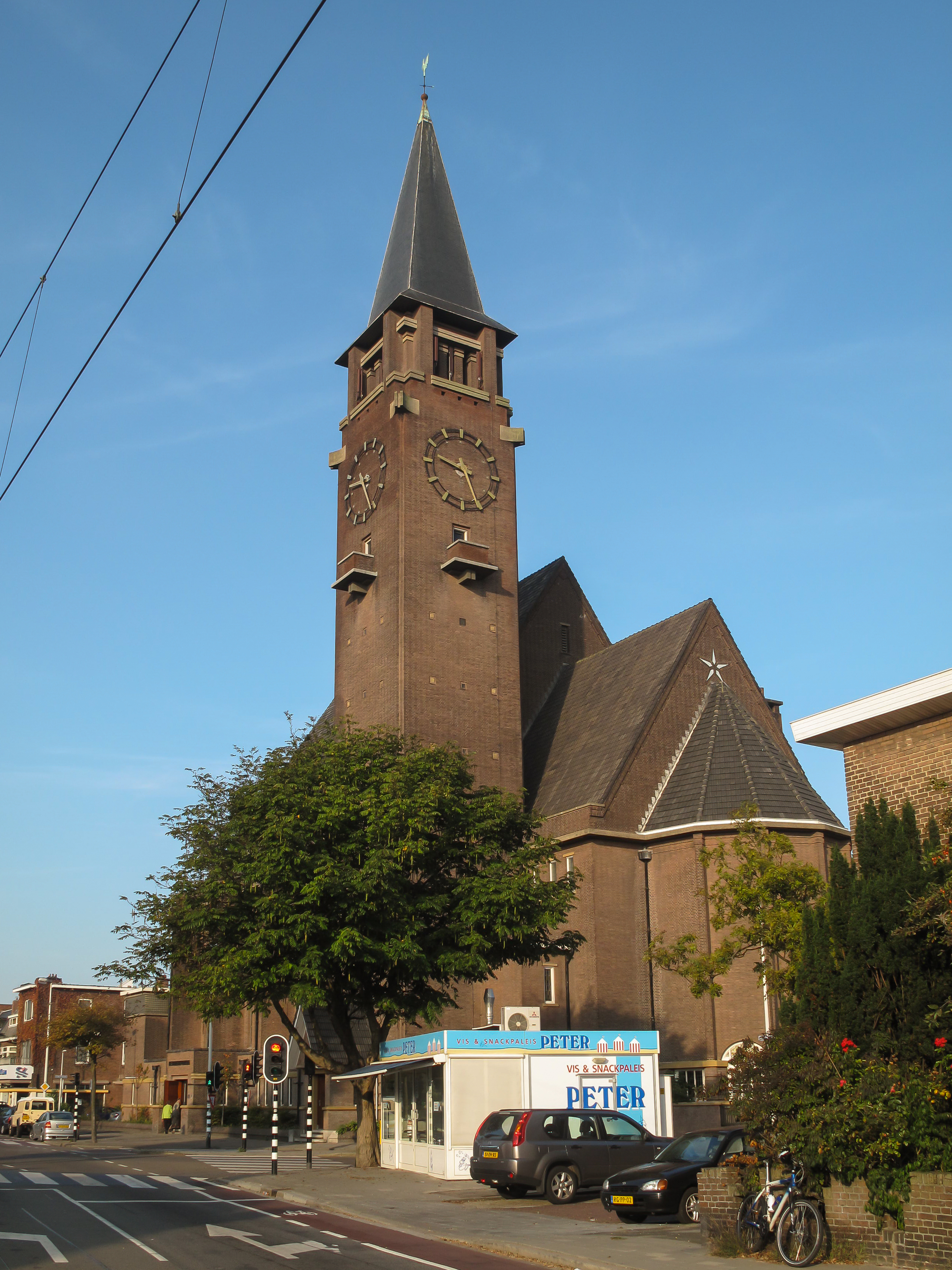
Bethlehemkerk (2009)

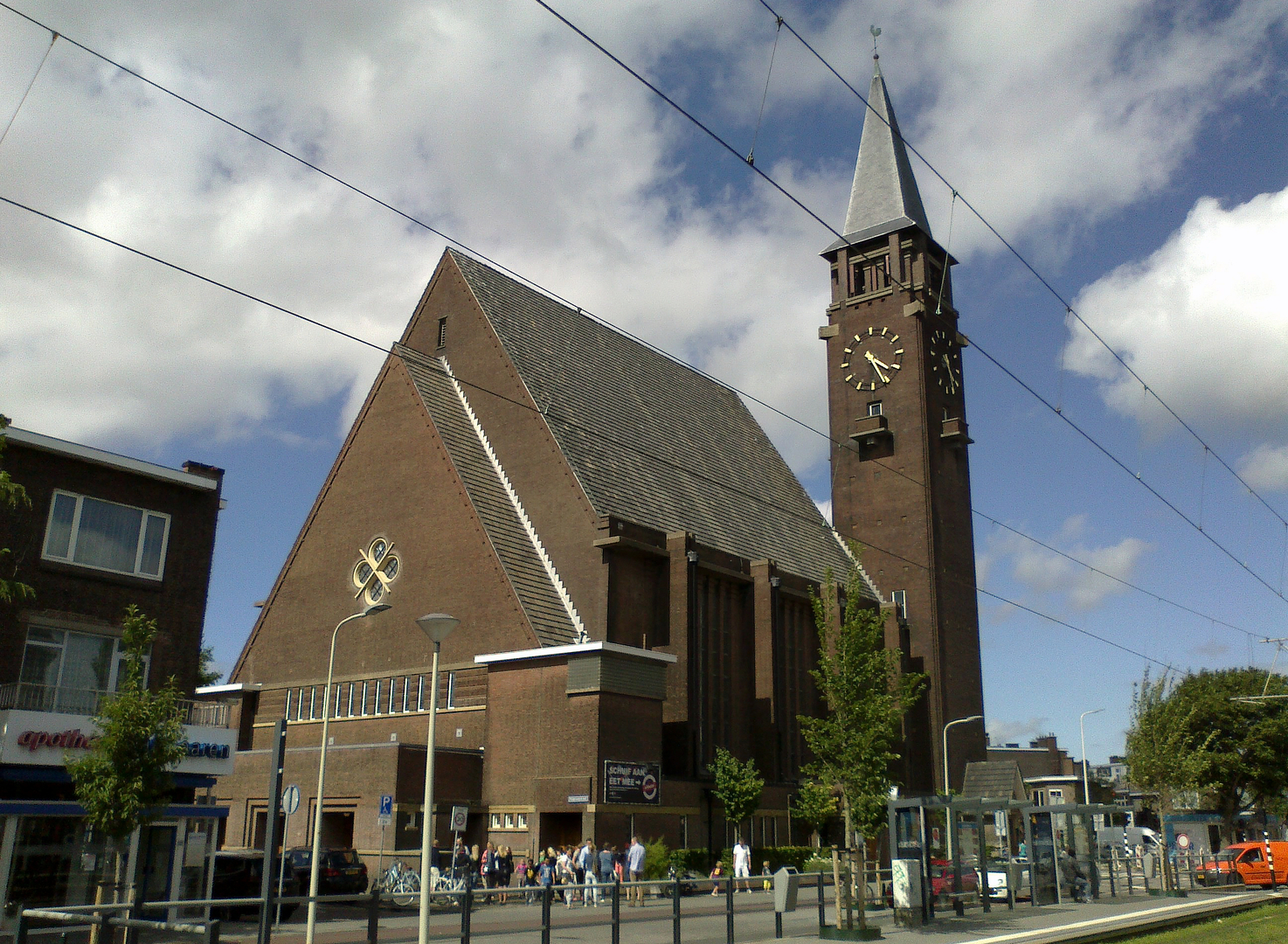
Bethlehemkerk (2017)

De Bethlehemkerk aan de Laan van Meerdervoort 627 in Den Haag is een kerkgebouw van de Protestantse Gemeente ‘s Gravenhage. Het gebouw is in gebruik bij de buitengewone hervormde wijkgemeente. Het kerkgebouw is een gemeentelijk monument.
Het kerkgebouw werd door de Rotterdamse architecten Johan Coenraad Meischke en Pieter Schmidt van het Architectenbureau Meischke en Schmidt ontworpen, en kon in 1931 in gebruik worden genomen. In 1928 was Anne Klaas Straatsma reeds als predikant aangesteld. In 1931 kreeg hij assistentie van ds. Schuller.

## Gebouw
Het gebouw is een zaalkerk met een spitsbooggewelf. De toren is 55m hoog en heeft een koperen spits. De toren is aan alle zijden voorzien van een uurwerk. Bij de oplevering beschikte de kerk over ruim 1200 zitplaatsen, waarvan een deel op de galerij. De kerkbanken zijn van teakhout. Naast de kansel bevond zich - tot 1970 - een loge voor de kerkenraad en aan de andere zijde voor de koninklijke familie. Prinses  Juliana en prins Bernhard brachten hier als jong verloofd paar hun eerste kerkbezoek samen met koningin Wilhelmina. In 1970 is het aantal zitplaatsen iets teruggebracht door het aanbrengen van een tussenschot in de kerkzaal.

## Orgel
Van 1931 tot 1974 stond het Kam-orgel uit de voormalige Haagse Bethlehemskerk in de Bethlehemkerk. In 1974 werd dit vervangen door het orgel uit de voormalige Goede Vrijdagkerk in Den Haag. Het huidige orgel, dat in 1972 gebouwd werd door de firma Vierdag, is afkomstig uit de Haagse Julianakerk. Orgelbouwer Pels & Van Leeuwen gaf het in 1997 zijn plek in de Bethlehemkerk. Aarnoud de Groen is sinds 1995 de organist van deze kerk.

## Wijkgemeente
De Bethlehemkerk was de wijkkerk voor Wijk XVI (Bloemenbuurt). De wijk werd door de volgende wijkpredikanten bediend:
1929 - 1951: ds. A.K. Straatsma
1952 - 1976: ds. A.P. van der Haas
1977 - 1995: ds. E.J.C. Hamminga

## Bondsgemeente
Door een teruglopend aantal kerkgangers besloot de Haagse hervormde kerkvoogdij  een aantal kerken te sluiten en af te stoten. Om te voorkomen dat dat ook met de Bethlehemkerk zou gebeuren, werd besloten de kerkelijke gemeente te laten fuseren met de kerkgemeente van de Pauluskerk. De Gereformeerde Bondsgemeente, die gebruik maakte van de Marcuskerk, groeide juist. Hierdoor werd haar kerkgebouw te klein. In 1995 heeft deze gemeente de Bethlehemkerk in gebruik genomen.
Sinds de ingebruikname van het kerkgebouw door de buitengewone hervormde wijkgemeente is de kerk door de volgende predikanten bediend: 
(1992) - 1997: ds. J. van der Meijden
1998 - 2009:   dr. P.J. Visser
2011 - 2017:   ds. L.J. Vogelaar
2011 - 2019:   ds. A. Vastenhoud
2018 - heden: ds. E.K. Foppen
2021 - heden: ds. T. Bos